# Carnival Paradise
 (juillet 2010).
Le Carnival Paradise est un bateau de croisière appartenant à la compagnie de croisière Carnival Cruise Lines.
Le Carnival Paradise est le 7e et dernier bateau de la classe fantasy, de la société Carnival Cruise Lines.
Il a officiellement été mis en service en 1998.

## Description
Le Carnival Paradise possède 10 ponts :
- Pont 1 - Riviera
- Pont 2 - Main
- Pont 3 - Upper
- Pont 4 - Empress
- Pont 5 - Atlantic
- Pont 6 - Promenade
- Pont 7 - Lido
- Pont 8 - Veranda
- Pont 9 - Sport
- Pont 10 - Sun

Le Carnival Paradise dispose de 14 ascenseurs, 12 bars, 3 piscines, 2 restaurants, garde d'enfants, service blanchisserie, location de smoking, internet café, 6 jacuzzis, Infirmerie et service postal.
À l'intérieur des suites, différents services sont fournis, tel que : service de chambre, mini-bar, télévision, réfrigérateur et coffre fort.
Les activités à bord sont nombreuses : comédie spectacles, casino, discothèque, piano-bar, salle de jeux, librairie, bibliothèque, sports et conditionnement physique, spa / salon de fitness, ping-pong, jeu de palet, aérobic, jogging, piscine, basket-ball, volley-ball et golf.

## Itinéraire
Le Carnival Paradise est actuellement basé à Los Angeles en Californie, il navigue sur plusieurs circuits différents :
|       | Jour 1      | Jour 2             | Jour 3   | Jour 4 |
| ----- | ----------- | ------------------ | -------- | ------ |
| Lieux | Los Angeles | Île Santa Catalina | Ensenada | En mer |

|       | Jour 1      | Jour 2   | Jour 3 |
| ----- | ----------- | -------- | ------ |
| Lieux | Los Angeles | Ensenada | En mer |

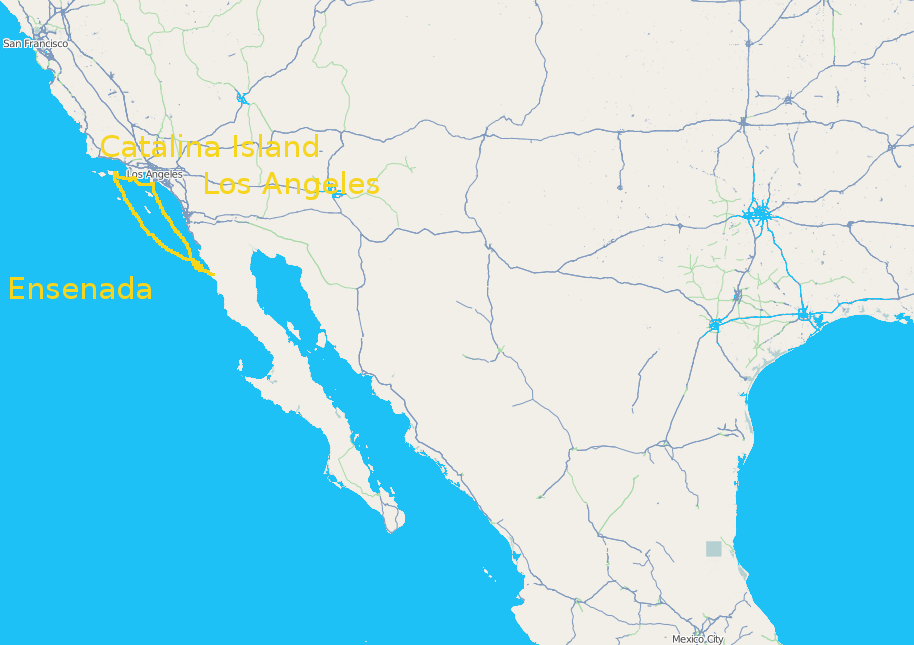
Le trajet de la croisière N°1 du Carnival Paradise
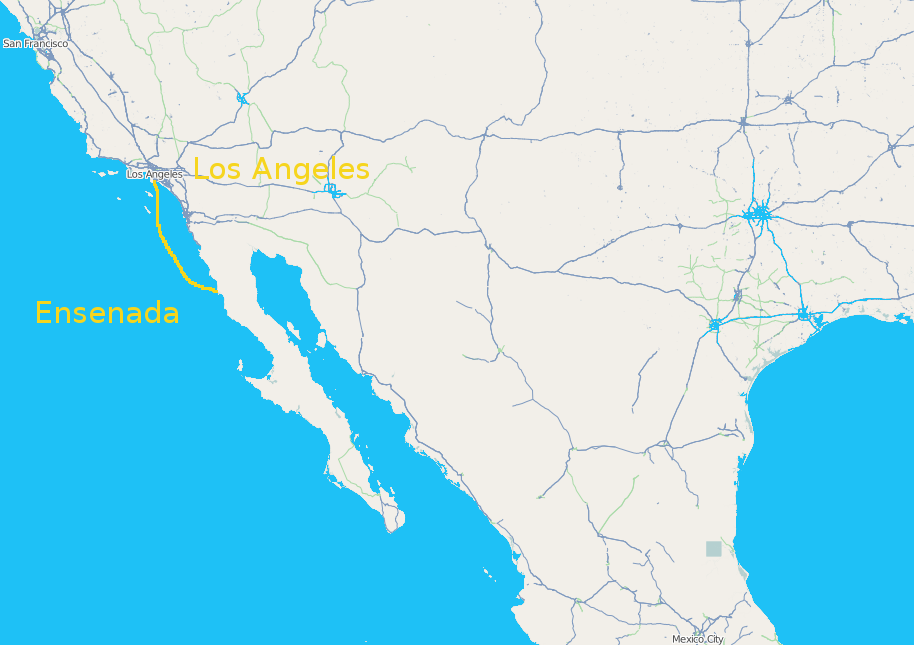
Le trajet de la croisière N°2 du Carnival Paradise

## Ponts

### Pont 1 - Riviera
Le pont "Riviera" est essentiellement constitué de cabines reparties comme suit :
- 152 des cabines de ce pont sont situées à l'extérieur : 
  - 18 disposes de vu sur l'extérieur grâce à un hublot et sont situées à l'avant du navire (En jaune sur l'image),
  - 52 cabine disposes de vu sur mer, et sont situées à l'avant et à l'arrière du navire, (En mauve sur l'image),
  - 82 disposes de vu sur mer et sont situées au centre du navire, (En bleu sur l'image).

- 104 à l'intérieur :
  - 57 cabines sont situées au centre du navire, (En vert sur l'image),
  - 57 cabines sont situées entre l'avant et l'arrière du navire. (En marron sur l'image).

Soit un total 256 cabines pour le pont "Riviera", elles sont numérotées de R1 à R256.

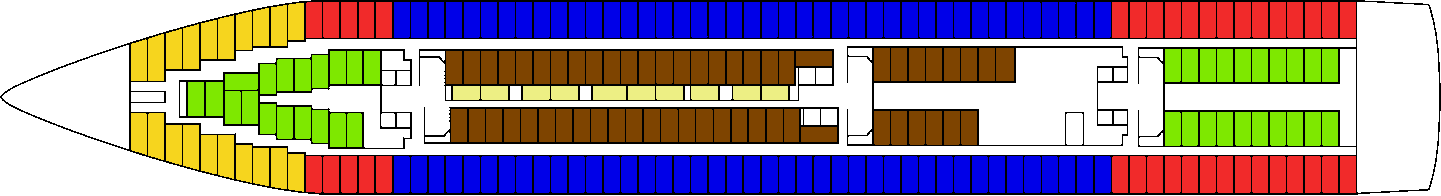
Le pont riviera du Carnival Paradise

### Pont 2 - Main
Le pont 2 est également constitué de cabines

### Pont 3 - Upper
Le pont 3 est également constitué de cabines

### Pont 4 - Empress
Le pont 4 du Carnival Paradise est constitué de :
- Grand Atrium Plaza
- Café Internet
- Réception
- Bureau des excursions
- Galerie Photos

### Pont 5 - Atlantic
Le pont atlantic est constitué de :
- Théâtre Universe
- Boutiques
- Salles de Cartes
- Cleopatra's Bar
- Pavillon Room
- Restaurant Celebration
- Restaurant Jubilee

### Pont 6 - Promenade
Le pont 6 du Carnival Paradise est lui constitué de :
- Théâtre Universe
- Video Arcade
- Sushi Bar
- Casino Club 21
- 21st Century Bar
- Via Marina Promenade
- Cats Lounge
- Discothèque Electricity
- Salle de Conférences
- Majestic Bar
- Clubs enfants
- The Forum, centre de conférences
- Piscine enfants

### Pont 7 - Lido
Ce pont est constitué de :
- The Patio
- Pool Bar & Snack Bar
- Piscine & Jacuzzis
- Restaurant Buffet Windows on the Sea
- Pizzeria

### Pont 8 - Veranda
Le pont veranda est constitué de :
- Piscine
- Pool Bar

### Pont 9 - Sport
Le pont 9 est constitué de :
- Centre Fitness
- Spa & Salon de Beauté

### Pont 10 - Sun
Le pont 10 est constitué d'un parcours de jogging

## Changement d'itinéraire
En raison de l'épidémie de grippe mexicaine (Influenzavirus A sous-type H1N1) d'avril 2009, le Carnival Paradise fut contraint de changer d'itinéraire :
- Les deux escales à Ensenada fut annulées.